# Coupe du monde de marathon FINA de nage en eau libre 2011
Navigation
Édition 2010 Édition 2012
L'édition 2011 de la Coupe du monde de marathon de nage en eau libre, se dispute entre les mois d'avril et octobre.
Les étapes répartis sur 3 continents sont au nombre de 7.

## Les étapes
| Date         | Lieu         |
| ------------ | ------------ |
| 17 avril     | Santos       |
| 30 avril     | Cancún       |
| 18 juin      | Setúbal      |
| 24 juillet   | Lac St-Jean  |
| 13 août      | Lac Mégantic |
| 25 septembre | Shantou      |
| 2 octobre    | Hong Kong    |

## Attribution des points
À chacune des étapes du circuit 2011 du Grand Prix de nage en eaux libres, des points sont attribués suivant la grille suivante à tous les nageurs terminant la course dans le délai imparti. Les points sont doublés lors de la dernière course de la saison.
| Classement | Points |
| ---------- | ------ |
| 1          | 20     |
| 2          | 18     |
| 3          | 16     |
| 4          | 14     |
| 5          | 12     |
| 6          | 10     |
| 7          | 8      |
| 8          | 6      |
| 9          | 4      |
| 10         | 3      |
| >10        | 2      |

## Classement

### Hommes
| Place | Nom                 | Nationalité    | Points |
| ----- | ------------------- | -------------- | ------ |
| 1     | Thomas Lurz         | Allemagne      | 94     |
| 2     | Christian Reichert  | Allemagne      | 64     |
| 3     | Spyrídon Yanniótis  | Grèce          | 50     |
| 4     | Andreas Waschburger | Allemagne      | 42     |
| 5     | Chad Ho             | Afrique du Sud | 40     |

### Femmes
| Place | Nom                       | Nationalité | Points |
| ----- | ------------------------- | ----------- | ------ |
| 1     | Angela Maurer             | Allemagne   | 80     |
| 2     | Nadina Reichert           | Allemagne   | 70     |
| 3     | Isabell Donath            | Allemagne   | 56     |
| 4     | Emily Ann Brunemann       | États-Unis  | 40     |
| 5     | Joanie Guillemette-Simard | Canada      | 38     |
| 5     | Poliana Okimoto           | Brésil      | 38     |

## Vainqueurs par épreuve
| Étapes       | Hommes              | Hommes             |                           | Femmes             | Femmes |
| Étapes       | Vainqueur           | Temps              | Vainqueur                 | Temps              |        |
| Santos       | Thomas Lurz         | 2 h 06 min 05 s 77 | Cecilia Biagioli          | 2 h 12 min 33 s 39 |        |
| Cancún       | Andreas Waschburger | 1 h 53 min 58 s    | Poliana Okimoto           | 2 h 01 min 58 s    |        |
| Setúbal      | Spyrídon Yanniótis  | 1 h 40 min 29 s 5  | Angela Maurer             | 1 h 48 min 41 s 9  |        |
| Lac St-Jean  | Andrea Volpini      | 2 h 05 min 23 s 55 | Nadine Reichert           | 2 h 10 min 45 s 47 |        |
| Lac Mégantic | Trent Grimsey       | 2 h 12 min 47 s    | Joanie Guillemette-Simard | 2 h 30 min 51 s    |        |
| Shantou      | Thomas Lurz         | 1 h 54 min 22 s 95 | Emily Ann Brunemann       | 2 h 04 min 52 s 41 |        |
| Hong Kong    | Thomas Lurz         | 1 h 58 min 16 s 70 | Emily Ann Brunemann       | 2 h 10 min 59 s 95 |        |